# Nikkel
A nikkel (nyelvújításkori magyar nevén: alany vagy álany) a periódusos rendszer egy kémiai eleme. Átmenetifém. A 10. (VIII. B) csoport eleme. Vegyjele Ni, rendszáma 28.
Fémes színű, szobahőmérsékleten szilárd fém. Érce, melyből előállítják (NiAs), vöröses színű, akárcsak a vörösréz érce, azzal a különbséggel, hogy a nikkelérc hevítése közben kellemetlen szagú arzéngáz keletkezik.

## Története
A nikkelt már Kr. e. 3400-ban is használták, igaz nem tudatosan. A mai Szíria területén talált bronztárgyak tartalmaztak legfeljebb 2%-ban nikkelt, amely az előállításkor felhasznált réz- illetve cinkércből került bele. Kínai írások bizonyítják, hogy Kr. e. 1700 és 1400 között Ázsia területén használták a „fehér rezet” (újezüstöt), amely 5–30%-ig tartalmazott nikkelt.
Hivatalosan 1751-ben Axel Fredrik Cronstedt ismerte fel és mutatta ki. Ő úgy nevezte, hogy az 1754-es nikkelfém, ami a svéd kopparnickel (réznikkel) szóból ered, ami pedig a mai német–cseh határon található Cseh–Szász érchegységből származó nikkelérc nevéből származik: Rotnickelkies, azaz vöröskoboldkő. Az érchegységben lakók hívták így, ugyanis látszólag úgy nézett ki mint a vörösréz érce, csakhogy nem lehetett belőle vörösrezet kinyerni, és azt gondolták, hogy a hegy szelleme, „Nickeln” elvarázsolta. Hasonló etimológiai története van a kobaltnak is.
Tiszta nikkelből az első pénzérméket 1881-ben verték.

## Tulajdonságai

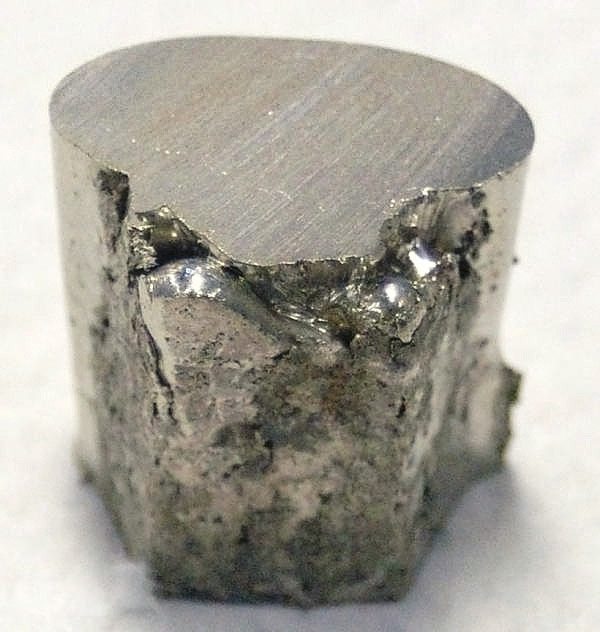
Körülbelül 3 cm-es nikkeldarab

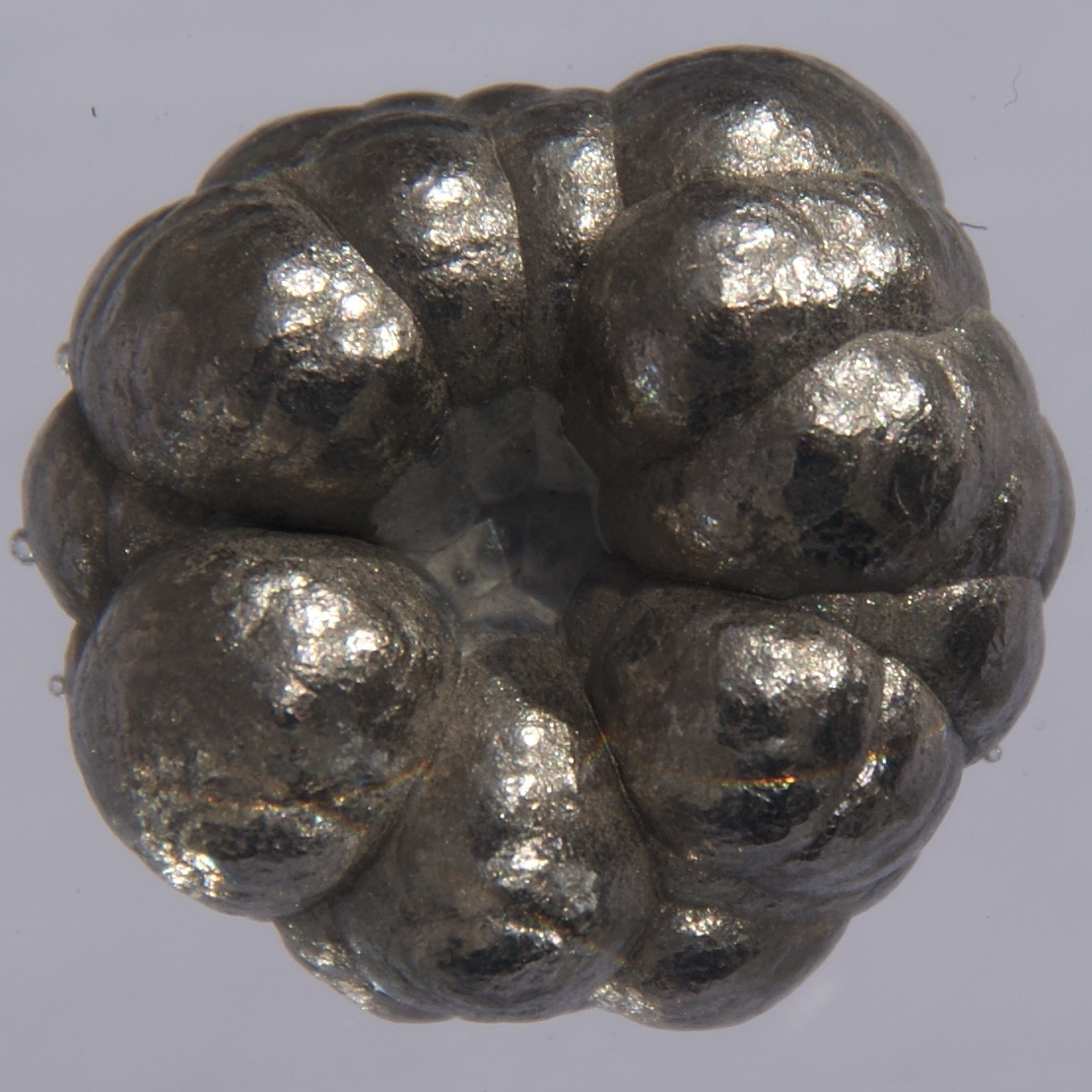
Nikkel

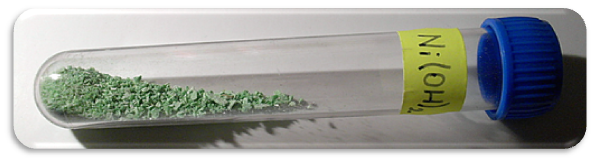
Nikkel-hidroxid

A vascsoport eleme, közepes keménységű, közepes olvadáspontú, jól alakítható, ezüstfehér fém.
Kristályszerkezete: Lapközepes köbös rácsban kristályosodik.
Nincsenek allotrop módosulatai. Ez kiváló alakváltozó képességet eredményez.
Magas az olvadáspontja valamint elektromos ellenállása, ezért elektromos fűtőelemek anyagaként használják.
Ferromágneses, ötvözetei is mágneses tulajdonságúak.
Felületén nikkel-oxid (NiO) réteg alakul ki, ez megvédi a további oxidálódás ellen.
2Ni + O2 → 2NiO
Vegyületeiben a nikkel II, III, és ritkán IV vegyértékű. A vízmentes nikkel(II) sók többnyire sárga színűek, a hidratált nikkel(II)-klorid (NiCl2·6H2O), valamint a hidratált nikkel(II)-szulfát (NiSO4·7H2O) zöld.
Sósavból és híg salétromsavból hidrogént, töményebb salétromsavból[pontosabban?] nitrózus gázokat fejleszt, a tömény oxidáló savak (pl. a tömény salétromsav) passziválják. Kénsavval hidrogéngáz-fejlődés közben reagál, és hidratált nikkel(II)-szulfát keletkezik. Lúgokban nem oldódik.

## Vegyületei
A nikkel vegyületeiben többnyire +2 oxidációs számú. A legtöbb vegyület zöld színű, de a vízmentes nikkelsók sárgák.
A nikkel sói általában vízben jól oldódnak. Kloridjának, nitrátjának és szulfátjának vizes oldatából kimutatható a nikkel, ugyanis a Ni2+ ion nátrium-hidroxiddal, ammónium-hidroxid-oldattal, nátrium-szulfid-oldattal, illetve dimetil-glioxim-oldattal csapadékot képez.
- NaOH oldattal:

{\displaystyle \mathrm {Ni^{2+}+2\ OH^{-}\rightarrow Ni\left(OH\right)_{2}} } (zöld színű csapadék)
- ammóniával:

{\displaystyle \mathrm {Ni^{2+}+2\ NH_{3}+2\ H_{2}O\rightarrow Ni\left(OH\right)_{2}+2\ NH_{4}^{+}} } (zöld színű csapadék, ammónia feleslegében feloldódik)
{\displaystyle \mathrm {Ni\left(OH\right)_{2}+6\ NH_{3}\rightarrow [Ni\left(NH_{3}\right)_{6}]^{2+}} }
- Na2S oldattal:

{\displaystyle \mathrm {Ni^{2+}+S^{2-}\rightarrow NiS} } (fekete csapadék)
- dimetil-glioxim-oldattal málnavörös színű nikkel(II)-dimetil-glioxim csapadék válik le:

{\displaystyle \mathrm {Ni^{2+}+\left(CH_{3}CNOH\right)_{2}\rightarrow Ni\left(CH_{3}CNO\right)_{2}+2\ H^{+}} }
Reakciói halogénekkel:
{\displaystyle \mathrm {Ni+Cl_{2}\rightarrow NiCl_{2}} } (sárga, hidratáltan fűzöld színű.)
{\displaystyle \mathrm {Ni+Br_{2}\rightarrow NiBr_{2}} } (sárga)
{\displaystyle \mathrm {Ni+I_{2}\rightarrow NiI_{2}} } (fekete)

## Előfordulása
Viszonylag ritka elem, a földkéreg 0,0058%-át teszi ki.
A legnagyobb nikkellelőhely: Sudbury (Ontario, Kanada). Ez adja a világon kitermelt nikkel 2/3-át. Itt 1,7 milliárd évvel ezelőtt egy hatalmas meteorit csapódott be. A kőzet 4%-a Ni, 2%-a Cu, de kisebb mennyiségben Co, Fe, Pt is található.
Magyarországi előfordulása: Szarvaskő (Bükk hegység) (titánvasérc telep). Bányászata nem kezdődött el.
Érceiben általában kénhez, kovasavhoz, arzénhez vagy antimonhoz kapcsolódik. Legfontosabb ércei a pentlandit, a nikkelin és a garnierit.
A nikkelt iparilag a pentlandit ((Fe,Ni)9S8) és a pirrhotit ásványokból állítják elő. Más fontos nikkelércek a gersdorfit (NiAsS2) és a nikkelin (NiAs).
A vasmeteoritok vagy más néven szideritek 5-20% nikkelt tartalmaznak vassal ötvözve.

## Előállítása
lásd:Színesfém-kohászat

## Felhasználása
Annak ellenére, hogy viszonylag ritka elem, az egyik legfontosabb ipari fém.
A nikkelt főként ötvözőelemként alkalmazzák.
Erősíti és keményíti a tartalmazó acélötvözeteket, felerősíti a króm hasonló javító hatásait, és nagymértékben csökkenti a ridegségi hőmérsékletet is, amely alatt a fém könnyen törővé válik (ez a Titanic idejében 0 °C körül volt, mostanában általában mínusz több tíz fok C).
Felhasználják rozsdamentes acélok és korróziónak ellenálló ötvözetek készítésére.
Réz-nikkel ötvözetből készült csöveket használnak a tengervízből ivóvizet előállító berendezésekben.
Gyakran alkalmaznak nikkelbevonatot más fémek korrózió elleni védelmére.
Elterjedten alkalmaznak nikkelt pénzérmék készítéséhez:
Az euró két legnagyobb pénzérméje (1 és 2 eurós) jelentős mennyiségű nikkelt tartalmaz: a sárga része olyan ötvözet, mely 5% nikkelt tartalmaz, míg az ezüst színű mintegy 25% nikkelt.
A forint pénzérméi is 4-25% nikkelt tartalmaznak.
A finoman eloszlatott nikkel por (Raney-nikkel) katalizátorként szolgál növényi olajok hidrogénezéséhez.
Az üveghez adott nikkel zöldre színezi az üveget.
Felhasználják galvánelemek készítéséhez is.
A nikkel ötvözete például az alpakka és a konstantán. Utóbbi ötvözet elektromos ellenállása a hőmérséklettel alig változik. A fehéraranynak is egyik ötvöző eleme.
Tiszta nikkelből laboratóriumi és orvosi eszközök is készülnek.

## Élettani hatásai

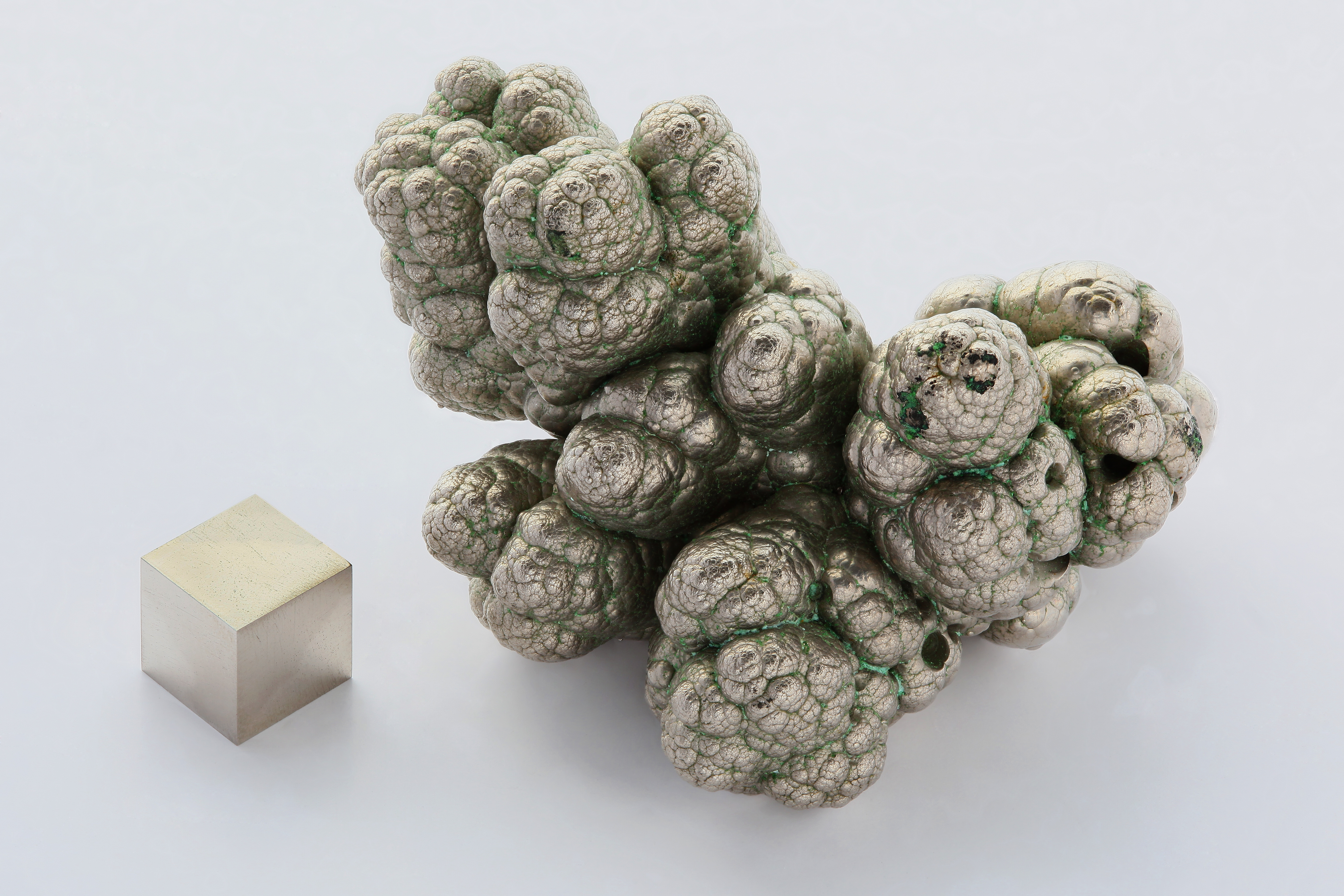
Elektrolitikusan finomított, 99,9%-os tisztaságú nikkelgalacsin és mellette összehasonlításképpen egy 1 cm³-es, (99,99% = 4N) szupertiszta nikkelkocka. Jól látható, hogy a galacsin pórusaiban zöld színű nikkel-só képződik.

A nikkel és vegyületei mérgezőek. A nyelvújítás idején Schuster János ingerlanynak nevezte a nikkelt.
A bőr és a légutak nyálkahártyájának gyulladását váltják ki, mivel erős izgató és szenzibilizáló hatásuk van. Humán rákkeltőkként tartják számon.
A nikkel por ismétlődő vagy hosszabb expozíció esetén, hosszabb időn át belélegezve súlyos egészségkárosodást okozhat, károsítja a szerveket. A nikkel – a bőrrel érintkezve – allergiás bőrreakciót válthat ki. Ártalmas a vízi élővilágra, hosszan tartó károsodást okoz.
A nikkelt használták régebben a fehérarany ötvöző elemeként is, de ma már egyre inkább kiküszöbölik.
Ékszerek, piercingek bevonására sem ajánlatos használni, allergizáló hatása miatt, de tartalmazhatják övcsatok, rozsdamentes acélból készült tárgyak, pénzérmék, szemüvegkeretek, egyes kozmetikumok pl. szemhéjtus, vagy hajfesték is. Ezek vásárlásakor figyeljünk arra, hogy a címkén fel legyen tüntetve, hogy a termék nikkelmentes.
A nikkelezett eszközzel való érintkezés, vagy nikkelt tartalmazó élelmiszerek (pl. margarin, kakaó (csokoládé), mogyoró, lencse, zab, mandula, dió, paradicsom koncentrátum stb.) fogyasztása nikkelallergiát válthat ki. Ennek tünetei: ekcémás elváltozások, asztma, kötőhártya gyulladás, illetve implantátumoknál helyi gyulladások. A természetes eredetű élelmiszerek azonban sohasem olyan ártalmasak, mint az, ha a nikkel adalékanyagként kerül az élelmiszerekbe.
A nikkel bányászatával illetve feldolgozásával dolgozó munkások is gyakran megbetegednek. Használják festékgyártásnál, kerámiákban, katalizátorokban, ékszerekben, fémpénzekben. Az amalgám is tartalmaz nikkelt, ötvöző anyagként.
A felszíni vizek oldott Ni-tartalma kb. 7–10 µg/l. Az ivóvíz megengedett határértéke 50 µg/l Ni.
A levegőbe is bekerülhet, főleg az olaj- és széntüzelésű erőművek füstjével. Koncentrációja a levegőben 6–25 ng/l, de az erősen iparosodott területeken ez 150 ng/l-ig is nőhet.